# Тауш, Франц Вильгельм
Франц Вильгельм Тауш (нем. Franz Wilhelm Tausch; 26 декабря 1762, Гейдельберг — 9 февраля 1817, Берлин) — немецкий кларнетист, композитор и музыкальный педагог.
С шестилетнего возраста учился музыке у своего отца Якоба Тауша, затем играл и вместе с тем обучался как скрипач и кларнетист в придворной капелле в Мангейме и Мюнхене, а в 1780 году как стипендиат курфюрста Баварии Карла Теодора отправился для продолжения обучения в Вену к Антонио Сальери. С 1789 года работал в Берлине в придворном оркестре, был одним из создателей (1805) консерватории духовых инструментов. Среди учеников Тауша были такие выдающиеся музыканты, как Бернхард Хенрик Круселль и Генрих Йозеф Берман.